# Kenny Mwila
Kenny Mwila (ur. 1 lutego 1972) – piłkarz zambijski grający na pozycji bramkarza.

## Kariera klubowa
W swojej karierze piłkarskiej Mwila występował między innymi w klubie Power Dynamos z miasta Kitwe.

## Kariera reprezentacyjna
W 2000 roku Mwila został powołany do reprezentacji Zambii na Puchar Narodów Afryki 2000. Na tym turnieju był rezerwowym bramkarzem i nie rozegrał żadnego meczu.